# Liste des dirigeants des principales institutions des États-Unis

Cette page dresse la liste des dirigeants actuels des principales institutions américaines (départements-clés, Congrès, Cours, agences).

## Présidence, vice-présidence et département d’État
| Institution        | Statut     | Nom          | Depuis (le)     |
| ------------------ | ---------- | ------------ | --------------- |
| Président          |            | Donald Trump | 20 janvier 2025 |
| Vice-président     |            | J. D. Vance  | 20 janvier 2025 |
| Département d’État | Secrétaire | Marco Rubio  | 21 janvier 2025 |

## Congrès
| Institution               | Statut                           | Nom             | Depuis (le)       |
| ------------------------- | -------------------------------- | --------------- | ----------------- |
| Sénat                     | Président pro tempore            | Chuck Grassley  | 3 janvier 2025    |
| Sénat                     | Leader de la majorité            | John Thune      | 3 janvier 2025    |
| Sénat                     | Leader de la minorité            | Chuck Schumer   | 3 janvier 2025    |
| Sénat                     | Whip de la majorité              | John Barrasso   | 3 janvier 2025    |
| Sénat                     | Whip de la minorité              | Dick Durbin     | 3 janvier 2025    |
| Chambre des représentants | Président (Speaker of the House) | Mike Johnson    | 26 octobre 2023   |
| Chambre des représentants | Leader de la majorité            | Steve Scalise   | 3 janvier 2023    |
| Chambre des représentants | Leader de la minorité            | Hakeem Jeffries | 3 janvier 2023    |
| Chambre des représentants | Whip de la majorité              | Tom Emmer       | 3 janvier 2023    |
| Chambre des représentants | Whip de la minorité              | Katherine Clark | 3 janvier 2023    |
| Bibliothèque du Congrès   | Bibliothécaire                   | Carla Hayden    | 14 septembre 2016 |

## Département de la Défense
| Statut                                            | Nom                   | Depuis (le)       |
| ------------------------------------------------- | --------------------- | ----------------- |
| Secrétaire                                        | Pete Hegseth          | 25 janvier 2025   |
| Secrétaire à l'Armée                              | Christine Wormuth     | 28 mai 2021       |
| Chef du bureau de la Garde nationale              | Daniel R. Hokanson    | 3 août 2020       |
| Secrétaire à la Marine des États-Unis             | Carlos Del Toro       | 9 août 2021       |
| Directeur du NCIS                                 | Omar R. Lopez         | 4 juin 2019       |
| Secrétaire à la Force aérienne                    | Frank Kendall III     | 28 juillet 2021   |
| Chef d'État-Major des armées (CJCS)               | Charles Q. Brown Jr.  | 29 septembre 2023 |
| Chef d'état-major de l'armée de terre (CSA)       | James C. McConville   | 9 août 2019       |
| Chef des Opérations navales (CNO)                 | Lisa Franchetti       | 2 novembre 2023   |
| Commandant du Corps des Marines (CMC)             | David H. Berger       | 11 juillet 2019   |
| Chef d’état-major de l’Air Force (CSAF)           | David W.Alvin.        | 29 septembre 2023 |
| Chef des Opérations Spatiales (CSO)               | B. Chance Saltzman    | 2 novembre 2022   |
| Commandant de l’Africa Command (AFRICOM)          | Michael Langley       | 9 août 2022       |
| Commandant en chef du European Command (EUCOM)    | Christopher G. Cavoli | 1er juillet 2022  |
| Commandant en chef du Central Command (CENTCOM)   | Michael Kurilla       | 1er avril 2022    |
| Commandant en chef du Pacific Command (PACOM)     | John C. Aquilino      | 1er mai 2021      |
| Commandant en chef du Southern Command (SOUTHCOM) | Alvin Holsey          | 7 novembre 2024   |
| Commandant en chef du Space Command (USSPACECOM)  | Stephen Whiting       | 10 janvier 2024   |
| Directeur de la National Security Agency (NSA)    | Timothy D. Haugh      | 2 février 2024    |

## Autres départements et représentant à l’ONU
| Institution                                              | Statut | Nom                        | Depuis (le)       |
| -------------------------------------------------------- | --- | -------------------------- | ----------------- |
| Département du Trésor                                    | Secrétaire | Scott Bessent              | 28 janvier 2025   |
| Département du Trésor                                    | Trésorier | Marilynn Malerba           | 12 septembre 2022 |
| Département du Trésor                                    | Directeur de la Monnaie des États-Unis (US Mint)                                                                  | Ventris Gibson             | 25 octobre 2021   |
| Département du Trésor                                    | Commissaire de l’Internal Revenue Service (IRS)                                                                   | Doug O'Donnell (intérim)   | 12 novembre 2022  |
| Département du Trésor                                    | Contrôleur de la Monnaie (OCC)                                                                                    | Michael Hsu (intérim)      | 10 mai 2021       |
| Département de la Justice                                | Procureure générale                                                                                               | Pam Bondi                  | 4 février 2025    |
| Département de la Justice                                | Directeur du FBI                                                                                                  | Kash Patel                 | 20 février 2025   |
| Département de la Justice                                | Avocate générale                                                                                                  | Elizabeth Prelogar         | 28 octobre 2021   |
| Département de la Justice                                | Administrateur de la DEA                                                                                          | Anne Milgram               | 28 juin 2021      |
| Département de la Justice                                | Directeur de l’ATF                                                                                                | Kash Patel (intérim)       | 24 février 2025   |
| Département de la Justice                                | Directeur du Federal Bureau of Prisons (BOP)                                                                      | Michael Carvajal           | 25 février 2020   |
| Département de la Justice                                | Directeur du United States Marshals Service (USMS)                                                                | Ron Davis                  | 27 septembre 2021 |
| Département de l’Intérieur                               | Secrétaire | Doug Burgum                | 31 janvier 2025   |
| Département de l’Intérieur                               | Directeur du Bureau des affaires indiennes (BIA)                                                                  | Darryl LaCounte (intérim)  | 26 avril 2018     |
| Département de l’Intérieur                               | Directrice du United States Fish and Wildlife Service (FWS)                                                       | Martha Williams            | 8 mars 2022       |
| Département de l’Intérieur                               | Directeur du U.S. Geological Survey (USGS)                                                                        | Dave Applegate (intérim)   | 20 janvier 2021   |
| Département de l’Intérieur                               | Directeur du National Park Service (NPS)                                                                          | Chuck Sams                 | 16 décembre 2021  |
| Département de l’Intérieur                               | Commissaire du Bureau of Reclamation                                                                              | Camille Calimlim Touton    | 15 décembre 2021  |
| Département de l’Intérieur                               | Directrice du Bureau of Land Management (BLM)                                                                     | Tracy Stone Manning        | 7 octobre 2021    |
| Département de l’Agriculture                             | Secrétaire | Brooke Rollins             | 13 février 2025   |
| Département de l’Agriculture                             | Chef du Service des forêts                                                                                        | Randy Moore                | 26 juillet 2021   |
| Département du Commerce                                  | Secrétaire au Commerce                                                                                            | Howard Lutnick             | 19 février 2025   |
| Département du Commerce                                  | Directeur du Bureau du recensement (U.S. Census Bureau)                                                           | Rob Santos                 | 5 janvier 2022    |
| Département du Commerce                                  | Commissaire aux brevets de l'United States Patent and Trademark Office (USPTO)                                    | Drew Hirshfeld             | 13 juillet 2020   |
| Département du Commerce                                  | Sous-secrétaire au Commerce pour la propriété intellectuelle et directeur de l’USPTO                              | Drew Hirshfeld (intérim)   | 20 janvier 2021   |
| Département du Commerce                                  | Administrateur de la National Oceanic and Atmospheric Administration (NOAA)                                       | Rick Spinrad               | 22 juin 2021      |
| Département du Commerce                                  | Directrice du National Weather Service (NWS)                                                                      | Mary C. Erickson (intérim) | janvier 2022      |
| Département du Commerce                                  | Directeur du National Oceanic and Atmospheric Administration Commissioned Officer Corps (NOAA Commissioned Corps) | Nancy Hann                 | 16 novembre 2021  |
| Département du Travail                                   | Secrétaire | Lori Chavez-DeRemer        | 10 mars 2025      |
| Département du Logement et du Développement urbain (HUD) | Secrétaire | Scott Turner               | 5 février 2025    |
| Département des Transports                               | Secrétaire | Sean Duffy                 | 28 janvier 2025   |
| Département des Transports                               | Administrateur de la Federal Aviation Administration (FAA)                                                        | Stephen Dickson            | 12 août 2019      |
| Département des Transports                               | Administrateur maritime (Maritime Administration)                                                                 | Lucinda Lessley (intérim)  | 11 janvier 2021   |
| Département des Transports                               | Avocate en chef de la National Highway Traffic Safety Administration (NHTSA)                                      | Ann E. Carlson             | 21 janvier 2021   |
| Département de l’Énergie                                 | Secrétaire | Chris Wright               | 4 février 2025    |
| Département de la Santé et des Services sociaux (HHS)    | Secrétaire | Robert Kennedy Jr.         | 13 février 2025   |
| Département de la Santé et des Services sociaux (HHS)    | Surgeon General du Public Health Service (PHS)                                                                    | Felicia Collins (intérim)  | 21 janvier 2021   |
| Département de la Santé et des Services sociaux (HHS)    | Commissaire de la Food and Drug Administration (FDA)                                                              | Robert Calif               | 17 février 2022   |
| Département de la Santé et des Services sociaux (HHS)    | Directrice des Centres pour le contrôle et la prévention des maladies (CDC)                                       | Rochelle Walensky          | 20 janvier 2021   |
| Département de l’Éducation (ED)                          | Secrétaire | Linda McMahon              | 3 mars 2025       |
| Département des Anciens Combattants                      | Secrétaire | Doug Collins               | 4 février 2025    |
| Département de la Sécurité intérieure                    | Secrétaire | Kristi Noem                | 25 janvier 2025   |
| Département de la Sécurité intérieure                    | Commandant de l’US Coast Guard (garde-côtes)                                                                      | Kevin Lunday (intérim)     | 21 janvier 2025   |
| Département de la Sécurité intérieure                    | Commissaire du Service des douanes et de la protection des frontières des États-Unis (CPB)                        | Troy Miller (intérim)      | 20 janvier 2021   |
| Département de la Sécurité intérieure                    | Administrateur de la FEMA                                                                                         | Bob Fenton (intérim)       | 12 janvier 2021   |
| Département de la Sécurité intérieure                    | Directeur du Secret Service (USSS)                                                                                | Sean Curran                | 22 janvier 2025   |
| Département de la Sécurité intérieure                    | Directeur des Citizenship and Immigration Services (CIS)                                                          | Pete Flores (intérim)      | 20 janvier 2025   |
| Département de la Sécurité intérieure                    | Directeur de l’Immigration and Customs Enforcement (ICE)                                                          | Caleb Vitello (intérim)    | 20 janvier 2025   |
| Département de la Sécurité intérieure                    | Chef de la US Border Patrol (USBP)                                                                                | Mike Banks                 | 21 janvier 2025   |
| Département de la Sécurité intérieure                    | Administrateur de la Transportation Security Administration (TSA)                                                 | Melanie Harvey (intérim)   | 20 janvier 2025   |
| Représentation américaine aux Nations unies              | Ambassadrice | Linda Thomas-Greenfield    | 25 février 2021   |

## Bureau exécutif du président
| Statut                                  | Nom            | Depuis (le)     |
| --------------------------------------- | -------------- | --------------- |
| Secrétaire général de la Maison Blanche | Susie Wiles    | 20 janvier 2025 |
| Conseiller à la sécurité nationale      | Michael Waltz  | 20 janvier 2025 |
| Représentant au commerce                | Jamieson Greer | 26 février 2025 |

## Agences, Congrès, partis, etc.
| Institution                                          | Statut                                     | Nom                           | Depuis (le)       |
| ---------------------------------------------------- | ------------------------------------------ | ----------------------------- | ----------------- |
| Central Intelligence Agency (CIA)                    | Directeur                                  | John Ratcliffe                | 23 janvier 2025   |
| Bureau du directeur du renseignement national        | Directrice du renseignement national (DNI) | Tulsi Gabbard                 | 12 février 2025   |
| National Aeronautics and Space Administration (NASA) | Administrateur                             | Bill Nelson                   | 3 mai 2021        |
| Réserve fédérale des États-Unis (Fed)                | Présidente du bureau des gouverneurs       | Jerome Powell                 | 1er février 2018  |
| Environmental Protection Agency (EPA)                | Administrateur                             | Lee Zeldin                    | 29 janvier 2025   |
| Corps de la paix (Peace Corps)                       | Directrice                                 | Carol Spahn (intérim)         | 20 janvier 2021   |
| National Endowment for the Arts (NEA)                | Président                                  | Ann Eilers (intérim)          | 20 janvier 2021   |
| Tennessee Valley Authority (TVA)                     | Président                                  | John Ryder                    |                   |
| Tennessee Valley Authority (TVA)                     | Directeur général                          | Jeff Lyash                    |                   |
| American Battle Monuments Commission (ABMC)          | Président                                  | David Urban                   | juillet 2018      |
| Administration de la sécurité sociale                | Commissaire                                | Andrew Saul                   | 17 juin 2019      |
| National Archives and Records Administration (NARA)  | Archiviste des États-Unis                  | Colleen Shogan                | 17 mai 2023       |
| Securities and Exchange Commission (SEC)             | Président                                  | Gary Gensler                  | 17 avril 2021     |
| Federal Deposit Insurance Corporation (FDIC)         | Présidente                                 | Jelena McWilliams             | 5 juin 2018       |
| Federal Trade Commission (FTC)                       | Présidente                                 | Rebecca Slaughter (intérim)   | 29 janvier 2021   |
| Commodity Futures Trading Commission (CFTC)          | Président                                  | Rostin Behnam (intérim)       | 5 juin 2014       |
| Administration des services généraux (GSA)           | Administrateur                             | Katy Kale (intérim)           | 20 janvier 2021   |
| National Science Foundation (NSF)                    | Directrice                                 | Sethuraman Panchanathan       | 23 juin 2020      |
| Commission de réglementation nucléaire (NRC)         | Président                                  | Christopher T. Hanson         | 8 juin 2020       |
| Smithsonian Institution                              | Secrétaire                                 | Lonnie Bunch                  | 16 juin 2019      |
| Commission fédérale des communications (FCC)         | Président                                  | Jessica Rosenworcel (intérim) | 21 janvier 2021   |
| United States Postal Service (USPS)                  | Postmaster General                         | Louis DeJoy                   | 16 juin 2020      |
| Cour suprême                                         | Chief Justice                              | John G. Roberts Jr.           | 29 septembre 2005 |
| Government Accountability Office (GAO)               | Contrôleur général des États-Unis          | Eugene Louis Dodaro           | 13 mars 2008      |
| Parti démocrate                                      | Président du comité national               | Jaime Harrison                | 21 janvier 2021   |
| Parti républicain                                    | Président du comité national               | Michael Whatley               | 8 mars 2024       |